# Cedar Lake (Indiana)
Cedar Lake é uma cidade  localizada no estado americano de Indiana, no Condado de Lake.

## Demografia
Segundo o censo americano de 2000, a sua população era de 9279 habitantes.
Em 2006, foi estimada uma população de 10.211, um aumento de 932 (10.0%).

## Geografia
De acordo com o United States Census Bureau tem uma área de
21,0 km², dos quais 17,6 km² cobertos por terra e 3,4 km² cobertos por água.

## Localidades na vizinhança
O diagrama seguinte representa as localidades num raio de 16 km ao redor de Cedar Lake.